# Prvenstvo Hrvatske u ragbiju 1996./97.
Prvenstvo Hrvatske u ragbiju za 1996./97. je osvojila splitska Nada.

## Ljestvica
| mj | klub              | ut | pob | ner | por | poeni   | bod    |
| -- | ----------------- | -- | --- | --- | --- | ------- | ------ |
| 1. | Nada Split        | 6  | 6   | 0   | 0   | 106:52  | 18     |
| 2. | Makarska rivijera | 6  | 3   | 0   | 3   | 129:116 | 12     |
| 3. | Sinj              | 6  | 2   | 0   | 4   | 40:104  | 8      |
| 4. | Zagreb            | 6  | 2   | 0   | 4   | 86:89   | 6 (-3) |